# Vegetation
Ordet vegetation kommer af middelalderlatin: vegetatio = "vækst", som på sin side kommer af latin vegeto = "oplive", "bevæge". I økologien bruges ordet om den systematiske beskrivelse af et områdes plantevækst, dvs. helheden af de plantesamfund, som vokser i et område. Vegetationen bliver bestemt af det naturgivne: klima, nedbør, evapotranspiration, undergrund, jordbund, topografiske forhold og afvandingsforhold, men også af brande, dyreliv og menneskers brug af området. De klimatisk bestemte vegetationstyper er indordnet i zoner (klima- og plantebælter).
Begrebet vegetation henviser til den jorddækkende plantebestand, som er langt det mest forskelligartede element i biosfæren. Udtrykket siger i sig selv intet om biodiversitet, livsformer, struktur, rumlig udstrækning eller andre, karakteristiske botaniske eller geografiske træk. Det er et mere bredt dækkende udtryk end f.eks. flora, der udelukkende henviser til artsammensætning. Plantesamfund er omtrent synonymt med vegetation, men vegetation dækker ofte et bredere perspektiv på de botaniske forhold. Oprindelige Rødtræskove, mangrovebestande, Tørvemossumpe, ørkenklipper, vejkantens ukrudtsbevoksning, hvedemarker, villakvarterer og sportspladser omfattes alle af begrebet vegetation.
Vegetationen er den dominerende del af den landbaserede biosfære, og den har flere funktioner, som er helt nødvendige for biosfæren – lige fra det mikrobielle niveau til de globale processer:
1. Vegetationen regulerer intensiteten i flere af de biogeokemiske kredsløb. De vigtigste af disse er vand-, kulstof- og kvælstofkredsløbene. Vegetationen er også vigtig for den globale energibalance. Disse forhold er vigtige, ikke bare for de globale spredningsmønstre for de forskellige vegetationstyper, men også for klimaudviklingen.
2. Vegetationen har afgørende betydning for dannelsen af jordbunden, blandt andet for dens dybde, kemiske sammensætning og mekaniske egenskaber. Dette har omvendt også kraftige tilbagevirkninger på vegetationen og det påvirker f.eks. dens artsammensætning og produktivitet.
3. Vegetationen er levested og energikilde for dyrelivet.
4. Vegetationen har central betydning for verdensøkonomien. I særdeleshed fordi den har produceret de fossile brændstoffer, som er den største energikilde. Vegetationen danner grundlaget for al mad og skaber en stor del af råvarerne til andre materialer, f.eks. papir.

## Betydning
Et områdes vegetation har på alle mulige niveauer flere afgørende roller i biosfæren. For det første styrer vegetationen gennemstrømningen i talrige biogeokemiske kredsløb (se biogeokemi), mest afgørende i vandets, kulstoffets og kvælstoffets kredsløb. Den har desuden stor betydning i de lokale og globale energistrømme, som er vigtige ikke blot for globale vegetationsmønstre, men også for klimaforholdene.
For det andet påvirker vegetationen jordbundens karakter meget kraftigt. Det drejer sig om kemiske forhold, porøsitet og jordstruktur, som omvendt virker tilbage på forskellige vegetationsfaktorer som f.eks. primærproduktion, succession og biodiversitet.
For det tredje tjener vegetationen som levested og som energikilde for planetens lange række af dyrearter. Vegetationen er også afgørende vigtig for verdensøkonomien, i særdeleshed for anvendelsen af fossilt brændsel som energikilde, men også for den globale produktion af fødevarer, tømmer, brændsel og andre materialer. Den mest afgørende betydning bliver ofte overset, men det drejer sig om, at den globale vegetation (heri medregnet algebestandene) har været og er den væsentligste kilde til ilt i atmosfæren. Det gør det muligt, at der kan dannes vedvarende, biologiske systemer, baseret på aerobt stofskifte.
Endelig er vegetationerne psykologisk vigtige for menneskearten, der udviklede sig i afhængighed og direkte kontakt med en vegetation, som betød mad, ly og lægemidler.

## Klassificering
Det er europæiske og nordamerikanske forskere, som har foreslået det meste af den klassificering, som er foretaget på vegetationer. Desværre anvender de helt forskellige systemer, som ikke er sammenlignelige. I Nordamerika baserer man klassificeringen på en kombination af følgende kriterier: klimagennemsnit, planternes vækstform, deres fænologiske udseende og de dominerende arter. I Europa, derimod, hviler klassificeringen for det meste på artssammensætningen alene, dvs. uden henvisning til klima eller vækstformer. Den europæiske klassificering fremhæver ofte bestemte indikatorarter, som bruges til at skelne den ene vegetationstype fra andre lignende.

### Vegetationstyper i Danmark
- Klit
- Overdrev
- Kulturgræsland
- Hede
- Lavmose
- Højmose
- Eng
- Strandeng
- Strand
- Skov

## Tredimensionel struktur
Et af de vigtigste kendetegn ved vegetationer er deres tredimensionelle struktur. Den omtales af og til som deres ansigt eller arkitektur. De fleste har et begreb om denne tanke gennem deres kendskab til udtryk som "jungle", "skov", "prærie" eller "eng". Det er udtryk, som fremkalder indre billeder af disse vegetationers udseende. Enge er græsdækkede og lysåbne, tropiske regnskove er højtvoksende, tætte og mørke, savanner er græsdækkede landskaber med spredte træer osv.
En skov har tydeligvis en helt anden struktur end en ørken eller en græsplæne. Vegetationsøkologer skelner mellem strukturer, der er meget mere detaljerede end det nævnte, men princippet er det samme. Forskellige skovtyper kan have meget forskellige strukturer: Tropiske regnskove er meget forskellige fra nordlige nåletræskove, og begge typer afviger fra tempererede, løvfældende skove. De oprindelige græssletter Ukraine er tydeligt forskellige fra de tilsvarende i Michigan, og garriguen tæt ved kysten afviger meget fra den, som findes højere oppe i bjergene osv.
Vegetationens struktur afgøres af den gensidige påvirkning mellem miljømæssige og historiske faktorer på den ene side og artsammensætningen på den anden. Den er først og fremmest kendetegnet af sin vandrette og lodrette fordeling af planternes biomasse, og mest af alt af bladenes biomasse. Den vandrette fordeling drejer sig om mønstret af mellemrum mellem plantestængler på jorden. Planterne kan være ensartet fordelt, som de er det i en plantage, eller de kan være meget uensartet fordelt, som det er tilfældet i mange skove på klippefyldt bjergterræn, hvor områder med høj og lav plantetæthed veksler i overensstemmelse med den rumlige fordeling af jordbundstyper og lokalklima. Man kan se tre forskellige fordelingsmønstre: jævn, tilfældig og sammenklumpet fordeling. De svarer direkte til den forventelige variation i afstanden mellem tilfældigt udvalgte steder og den nærmeste plantestængel. Den lodrette fordeling af biomassen bestemmes af områdets grundlæggende produktivitet, den dominerende arts mulighed for højdevækst og om skyggetålende arter findes eller mangler i områdets flora. Samfund med høj produktivitet og mindst én skyggetålende træart har høje niveauer af biomasse på grund af deres store bladtæthed i hele det lodrette plan.
Selv om det her drejer sig om biomasse, er den i virkeligheden besværlig at måle. Økologer måler derfor ofte på en erstatning, ”plantedække”, der defineres som den procendel af jordoverfladen, der har plantebiomasse (især blade) lodret ovenover. Hvis den lodrette fordeling af bladarealet opdels i forud bestemte niveauer, kan dækningen bestemmes for hvert niveau, og den totale dækningsgrad kan på den måde overstige 100 %. Men ellers svinger målingerne mellem nul og 100. Denne målemetode er beregnet på at give en grov, men nyttig tilnærmelse til biomassens størrelse.
I visse vegetationstyper kan den underjordiske fordeling af biomassen også gøre det muligt at se væsentlige forskelle. Et græsområde, der danner grønsvær, har et mere uafbrudt og forbundet rodsystem, mens samfund af tuegræsser er meget mindre sammenhængende med flere åbne områder mellem planterne (selv om forholdene ikke altid er lige så markante under jorden, fordi rodsystemerne almindeligvis ikke er nær så begrænsede i deres vandrette vækstmønstre, som skuddene er). Men den underjordiske del af vegetationen er tidskrævende at måle, så vegetationens struktur bliver næsten altid beskrevet ud fra den overjordiske del af samfundet.

## Udviklingsforløb
Som alle biologiske systemer er også plantesamfundene underkastet ændringer i rum og tid. De udvikles på alle tænkelige niveauer. Forandringerne i vegetationerne bestemmes hovedsagelig som skift i enten artssammensætning eller vegetationsstruktur eller eventuelt i begge dele på én gang (se succession).

### Ændringer over tid
Set i et tidsperspektiv kan mange processer eller begivenheder blive årsag til ændringer, men for enkelhedens skyld kan de grupperes enten som pludseligt eller gradvist virkende årsager. De pludselige skift kaldes almindeligvis for forstyrrelser. Det kan være brand, storm, jordskred, oversvømmelse, lavine og lignende. De fremkaldes som regel af grunde, som skal søges uden for plantesamfundet, det er naturlige begivenheder, der som regel indtræffer uafhængigt af samfundets egne, naturlige processer (spiring, vækst, blomstring, død osv.). Den slags begivenheder kan ændre vegetationens struktur og artssammensætning meget pludseligt og med langvarige følger over store områder. Det er meget få okosystemer, der helt kan undgå én eller anden form for forstyrrelse, og ofte er det ting, der indtræffer regelmæssigt og gentagne gange. På den måde bliver forstyrrelserne til en langtidsvirkende faktor i systemets dynamik. Brand- og vindskader er temmelig almindelige i mange af verdens vegetationstyper. Brand har en særlig kraftig virkning, fordi den kan ødelægge ikke bare de levende planter, men også de frø eller sporer, der repræsenterer den næste generation, og desuden også på grund af ildens virkning på stedets fauna og jordbund.
Langsomme ændringer over lange tidsrum findes alle vegne, og de skaber vilkårene for succession i vegetationen. Succession er den forholdsvis glidende ændring i struktur og sammensætning, der opstår, efterhånden som vegetationen selv langsomt ændrer forskellige miljøforhold som f.eks. mængden af lys, vand og næringsstoffer. Disse forandringer fremkalder udskiftninger i rækken af arter, der er bedst tilpasset til at vokse, overleve og formere sig på området, og på den måde sker der ændringer i stedets flora. Disse ændringer skubber til nogle omskiftelser i strukturen, som på forhånd ligger indbygget i planternes vækst, selv når der ikke sker noget med artsssammensætningen (særligt, når der er tale om planter med en stor maksimumhøjde). Det fremkalder langsomme forandringer i vegetationen, som kan forudsiges i grove træk. Successionen kan afbrydes når som helst ved en forstyrrelse, som enten sætter systemet tilbage på et tidligere trin i udviklingen, eller tvinger det ud i en helt anden retning. Af samme grund fører udviklingsprocesser kun nogle gange frem til en vedvarende sluttilstand (klimaks), og andre gange sker det ikke. Desuden er det ikke altid muligt at forudsige præcist, hvordan sådan en sluttilstand vil være, selv ikke i de tilfælde, hvor den faktisk indtræffer. Kort sagt, vetationer er udsat for påvirkning fra mange og uforudsigelige faktorer, som begrænser mulighederne for at lave forudsigelser.

### Rumlige ændringer
Det er en generel regel, at jo større et areal en vegetation dækker, jo mere sandsynligt er det, at den er uensartet sammensat på de forskellige dele af arealet. Det skyldes særligt to faktorer: For det første bliver det mere og mere usandsynligt, at forstyrrelser og succession vil virke samtidigt, når arealstørrelsen forøges. Det betyder, at forskellige områder vil nå frem til forskellige udviklingstrin på grund af forskellig historie fra sted til sted, særligt når man ser på den tid, der er gået siden sidste større forstyrrelse. Det indvirker på den stedlige miljømæssige variation, som også øges med større areal. For det andet begrænser forskelle i miljøforholdene den række af arter, der kan trives på et givet areal. Disse to faktorer virker sammen om at skabe en mosaik af vækstbetingelser hen over landskabet. Det er kun under dyrkning, dvs. i skovbrugets, landbrugets eller gartneriets systemer, at vegetationen nogen sinde nærmer sig en perfekt ensartethed (monokultur). I naturlige systemer er der altid forskellighed, selv om graden og intensiteten kan variate meget. Et naturligt græsområde kan se ud til at være forholdsvis ensartet, når man sammenligner det med en tilsvarende arealstørrelse i en delvist nedbrændt skov, men det ser yderst varieret og forskelligartet ud i sammenligning med hvedemarken ved siden af.

## Globale vegetationsmønstre
På regionalt og glonalt niveau er der forudsigelighed angående visse træk ved vegetationer (særligt dem, der har med vegetationens udseende at gøre), og det er forbundet med forudsigeligheden i bestemte miljøforhold. En stor del af variationen inden for disse globale mønstre kan direkte forklares ud fra tilsvarende mønstre i temperatur- og nedbørsforhold (også kaldet: energi- og fugtighedsbalancer). Disse to faktorer påvirker i høj grad hinanden under deres virkning på plantevækst, og deres indbyrdes forhold gennem året er afgørende. Dette forhold kan vises grafisk i klimadiagrammer. Ved at stille grafiske fremstillinger af 30-årige gennemsnit for de månedlige ændringer af de to variabler op mod hinanden kan man få en forestilling om, hvorvidt nedbør forekommer i den varme tid, hvor den gør mest gavn, og derfor også hvilken vegetation, man kan forvente at finde på stedet. For eksempel kan to steder have den samme, gennemsnitlige nedbør og temperatur sammenlagt for hele året, men hvis tidspunkterne for nedbør og varmeperioder er meget forskellige, så vil deres vegetationsstruktur, vækst og udvikling også være det.

## Videnskabelige undersøgelser
Vegetationsforskere undersøger årsager til de mønstre og processer, man kan iagttage i vegetationer på forskellige, rumlige eller tidsmæssige niveauer. Særligt interessante og vigtige er spørgsmål om klimaets, jordbundens, topografiens og historiens betydning for vegetationers særtræk, heri indbefattet både artssammensætning og struktur. Den slags spørgsmål stilles ofte på det overordnede plan, og derfor de vanskelige at besvare meningsfuldt ved eksperimenter. Iagttagelser suppleret med viden om botanik, palæobotanik, økologi, jordbundslære osv. Er derfor det normale i forbindelse med vegetationsvidenskab.

### Tendenser inden for videnskaben

#### Før 1900
Vegetationsvidenskaben har sine rødder i arbejder af botanikere eller naturforskere fra det 18. århundrede eller tidligere i visse tilfælde. Mange af dem var verdensrejsende på opdagelsesrejser, og deres arbejder var en sammenblanding af botanik og geografi, som man i dag ville kalde biogeografi (eller fytogeografi). Det meste af forskningen gik ud på at indsamle, ordne og navngive de hjembragte planteeksemplarer. Der blev udført meget lidt eller slet ingen teoretisk forskning før det 19. århundrede. Blandt de mest kendte af de tidlige naturforskere var Alexander von Humboldt, der indsamlede 60.000 planteeksemplarer på en femårig rejse til Syd- og Mellemamerika fra 1799 til 1894. Humboldt var én af de første, som beviste sammenhængen mellem klima og vegetationsmønstre. Det skete i hans livslange arbejde: Relation historique du Voyage aux Régions équinoxiales du Nouveau Continent ("Rejse til egnene mellem vendekredsene på det nye kontinent"), som han skrev sammen med Aimé Bonpland, botanikeren der fulgte ham. Humboldt beskrev også vegetation efter udseendet snarere end bare taksonomisk. Hans arbejde udløste et intenst arbejde med forholdet mellem miljø og vegetation, som fortsætter endnu i dag.
Den polske forsker, Jozef Paczoski, og russeren Leonid Ramensky var langt forud for deres tid, og de tog hul på næsten alle de temaer, der er gængse på området – og det længe før nogen i Vesten gik i gang med dem. Disse emner omfattede analyse af plantesamfund (eller fytosociologi), analyser af gradienter, successioner, økofysiologi og funktionel økologi. På grund af sproglige og politiske barrierer blev deres arbejde ikke kendt i resten af verden, og specielt ikke i den engelsktalende del, før langt inde i det 20. århundrede.

#### Efter 1900
Adskillige økologer har påvist holdbarheden i den ”individualistiske hypotese”, der fastslår, at plantesamfund simpelt hen er summen af en række arter, der reagerer individuelt på miljøet omkring dem, og som findes sammen i rum og tid. I løbet af 1950'erne og -60'erne udførte Robert Whittaker en række undersøgelser af tre meget forskellige, økosystemer i bjergene. De viste, at arterne først og fremmeste svarer på miljøforholdene og ikke nødvendigvis i samvirke med andre arter på stedet. Arbejder inden for palæobotanik støtter denne opfattelse på baggrund af en større, tidsmæssig og rumlig skala.

### Nyere begreber, teorier og synsvinkler
Siden 1960'erne har meget af forskningen drejet sig om emner inden for funktionel økologi. Funktionelle klassificeringer blev indledt allerede i 1930'erne med Raunkiærs opdeling af planter i livsformer efter placeringen af deres yderste vækstpunkter (meristemer), set i forhold til jordoverfladen. Det forudgreb senere klassificeringer som f.eks. Macarthur and Wilsons r hnv. K-arter (om alle organismer, ikke bare planter), og "C-S-R"-strategierne, som blev fremført af Grime, der placerede arterne i én af tre grupper alt efter deres evne til at klare stress og i forhold til forudsigeligheden i deres miljømæssige vilkår.
For tiden er der stærke tendenser i retning af at forstå lokale, regionale og globale ændringer i vegetationerne som svar på globale klimaændringer, specielt ændringer i temperatur, nedbør og hyppigheden af forstyrrelser. Funktionelle klassifikationer som de ovennævnte, der forsøger at anbringe alle plantearter i i meget få grupper, bliver næppe brugbare for den store mængde af forskellige modeller, som findes og vil blive skabt. Man anerkender, at enkle og meget generelle klassifikationer sandsynligvis må erstattes af mere detaljerede og præcise systemer, som kan bruges til at skabe modeller for de undersøgte vegetationer. Det vil kræve en meget bedre forståelse end den, man har i dag, af fysiologien, anatomien og udviklingsbiologien hos et stort antal arter – også selv om man kun interesserer sig for de dominerende arter i de fleste vegetationstyper.

## Eksterne links

### Klassificering
- Terrestrial Vegetation of the United States Volume I – The National Vegetation Classification System: Development, Status, and Applications Arkiveret 22. november 2008 hos  Wayback Machine (PDF)
- Federal Geographic Data Committee Vegetation Subcommittee Arkiveret 28. oktober 2005 hos  Wayback Machine
- Vegetation Classification Standard [FGDC-STD-005, June 1997] (PDF) (archive.org)
- Beskrivelse af 130 danske plantesamfund Arkiveret 16. februar 2002 hos  Wayback Machine

### Kortlægning
- USGS – NPS Vegetation Mapping Program Arkiveret 5. juli 2011 hos  Wayback Machine
- Checklist of Online Vegetation and Plant Distribution Maps
- Free Vegetation Distribution Site – "free access to almost the entire Spot Vegetation ten daily synthesis archive"
- DMU: Corine Land Cover 2000 Arkiveret 17. februar 2007 hos  Wayback Machine (hvad bruges arealer i Danmark til)

### Klimadiagrammer
- Climate Diagrams Explained Arkiveret 28. september 2018 hos  Wayback Machine
- WBCS Worldwide Climate Diagrams Arkiveret 21. oktober 2018 hos  Wayback Machine